# Малый бычок-бубырь
Малый бычок-бубырь, или малый лысун (лат. Pomatoschistus minutus), — вид лучепёрых рыб из семейства бычковых (Gobiidae).
Распространён в водах Европы от Балтийского до Средиземного моря. Часто встречается на песчаных участках, литоральной зоне, лагунах, эстуариях. Достигает в длину 11 см.
Имеет песчаный цвет с тёмными полосками на боках. Во время нереста самцы имеют синее пятно с белой окантовкой на первом спинном плавнике. Тело тонкое, голова около четверти от длины тела.
Нерестится летом, откладывая икру под раковины моллюсков и камни, самцы охраняют кладку. Живёт до 3-х лет. Питается большей частью амфиподами и полихетами.